# Kortstråle
Kortstråle (Galinsoga) er en slægt af planter, der består af omkring 15 arter, hvoraf to findes vildtvoksende i Danmark. 

## Arter
De danske arter i slægten:
- Håret kortstråle (Galinsoga parviflora)
- Kirtelkortstråle (Galinsoga quadriradiata)